# Ніколаєвка (село, Сарактаський район)
Нікола́євка (рос. Николаевка) — село у складі Сарактаського району Оренбурзької області, Росія.

## Населення
Населення — 409 осіб (2010; 466 у 2002).
Національний склад (станом на 2002 рік):
- росіяни — 63 %
- українці — 26 %